# Rafael Ramstedt
Rafael "Rafu" Gustaf Johannes Ramstedt, (Raunístula (districte de Länsikeskus), 14 de juny, 1888 - Hèlsinki, 26 de gener, 1933), va ser un cantant, compositor i actor finlandès. Al costat de J. Alfred Tanner, Ramstedt és considerat el cantant de coples més important de Finlàndia als anys 1910 i 1920.

## Biografia
Durant més de vint anys, Ramstedt va pertànyer a l'elit de l'entreteniment finlandès, tant en el cant com en el teatre. A la dècada de 1910 va actuar com a cantant de cabaret a Hèlsinki i va fer nombroses gires amb col·legues com J. Alfred Tanner. A la dècada de 1920 es va dedicar al teatre, on va treballar com a actor i director de teatre. També va escriure el guió per a diverses pel·lícules i va aparèixer en una de les primeres pel·lícules sonores de Finlàndia el 1929. Ramstedt també va escriure un gran nombre de cobles i cançons populars, inclosa la balada sobre Rosvo-Roope, que es va filmar el 1949. En el seu temps, a Ramstedt li deien el "Maurici Chevalier de Finlandia".

## Joventut

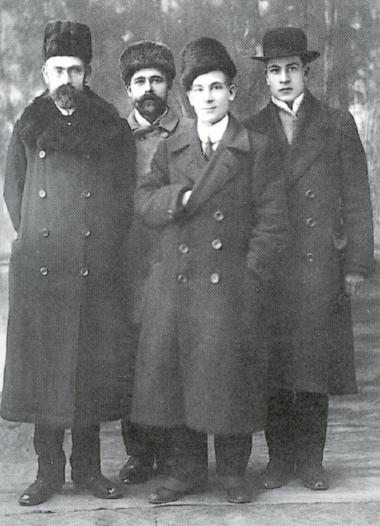
Els germans Ramstedt el 1914. Des de l'esquerra: Gustaf John, Emanuel, Rafael i Armas.

Ramstedt era fill del treballador de màquines Gustaf Adolf Ramstedt (1846–1926) i d'Edla Mathilda, de soltera Holmberg (1850–1929). La parella va tenir onze fills, entre ells l'autor Gustaf John Ramstedt, el membre del parlament Emanuel Ramstedt i l'autor Armas Ramstedt. El pare era en part alcohòlic i canviava de feina amb freqüència. Abans de néixer Rafael, la família es va instal·lar al pobre districte de Raunístula, fora de Turku, on els nens van créixer en condicions miserables. La casa de camp on vivia la família va ser construïda pels germans d'Edla Mathilda i constava d'una cuina, una cambra i un àtic.
Ramstedt era un parlant nadiu de suec i parlava finès amb algunes limitacions. Això va ser una mica molest, ja que Ramstedt volia ser completament finlandès i solia parlar de l'arribada del seu nom a Rafu Raunistula. Ramstedt va estudiar a l'escola industrial de Turku i va treballar com a enginyer mecànic. No obstant això, es va veure obligat a abandonar la professió quan va ser convertit en boc expiatori quan un vaixell de vapor construït per recórrer el Volga es va enfonsar durant el seu viatge inaugural. Després de l'accident, va exercir diverses professions, entre elles les assegurances de vida. Finalment, va decidir apuntar-se a una carrera a la indústria de l'entreteniment. Va demostrar ser molt musical; va escriure i va compondre les seves pròpies cançons i va dominar tant el llaüt com la guitarra. A Turku va prendre lliçons de la cantant d'òpera Naemi Friberg.
Ramstedt es va instal·lar en una vil·la construïda el 1928 a Larin-Kyöstis väg 16 a Åggelby, fora de Hèlsinki, i va ser el primer del districte a tenir un cotxe, un luxós Wanderer. Es va casar el 19 de desembre de 1915 amb Saima Sola (1890–1934), germana del cantant d'òpera Wäinö Sola. La parella va tenir dos fills; Olof Rauni (1916–1972) i Pia, es van casar amb Nieminen (1918–1957).

## Carrera
Entre 1910 i 1911, Ramstedt va pertànyer al teatre de cinema mut Helikon a Hèlsinki, on es va fer bon amic del seu co protagonista J. Alfred Tanner. Els dos van actuar amb freqüència als restaurants i cinemes de Hèlsinki. Ramstedt i Tanner van escriure diverses cançons junts, i Ramstedt sovint va servir com a font d'inspiració per a Tanner. Entre altres coses, la cobla de Tanner Kalle Aaltonen és una traducció de la cobla sueca més oblidada de Ramstedt, Calle Vågeman. Ramstedt va traduir algunes de les cançons de Tanner al suec, incloent Römperin tanssit que es va convertir en Rönnbergska dansen i Jannen hanuripolkka que es va convertir en Jannes handklaverstrall. Els dos artistes es van respectar molt l'un per l'altre i després de la mort de Tanner el 1927, Ramstedt va dir el següent sobre la importància de Tanner per al gènere de la cobla: {{Cita|"Ocupa un lloc destacat entre els nostres cantants de cobles. Ningú més ha tingut tant èxit com ell. Va ser Tanner qui va fer del cant de coples una professió. Seguint el seu exemple, després d'ell van aparèixer diversos cantants de coples professionals."
El 1915, Ramstedt va actuar regularment al Casino Theatre de Turku, que a l'agost va acollir "operetti Suomalainen". Juntament amb els actors del Casino, el grup d'opereta va posar en escena l'obra Två man om en änka,, dirigida pel Bror Niska. L'acompanyant va ser Martti Nisonen.
Més tard, el 1915, es va involucrar en l'opereta finlandesa posada en escena al Teatre Apollo per Karl Emil Ståhlberg. Altres participants van incloure Theodor Weissman, Iivari Kainulainen, Aapo Similä, Dagmar Parmas i Elli Suokas. Aquell dia hi va haver dues actuacions, una en finès i l'altra en suec. L'opereta es va fer molt popular i l'Apollo Theatre va ser un popular centre d'entreteniment a "Esplanade Park". El 1917 es va fer una gira a Turku, Pori, Tampere i Viborg, on Ramstedt va interpretar el paper principal a Luffarbaronen. El director de l'actuació a Viborg va ser el compositor Toivo Kuula. Aquella mateixa tardor, el negoci es va acabar bruscament quan Ståhlberg es va veure obligat a vendre les instal·lacions d'Apol·lo a l'armada russa. Els actors implicats en l'opereta van rebre una compensació econòmica, però aviat es van abandonar els intents de trobar un nou lloc.
Després que el Teatre Apol·lo s'hagués tancat, Ramstedt va estar compromès al Teatre Domèstic Suec de Turku des de 1916 fins a 1917. A l'estiu de 1920, Ramstedt es va involucrar en el recentment format Teatre a l'Aire Libre Naantali, dirigit pel suec Robert Jonsson. L'estrena es va celebrar el dia d'estiu amb Per Olsson i la seva dona.
L'1 de juliol de 1921, Ramstedt va prendre possessió com a director del teatre obrer de Forssa. Allà va posar en escena, entre altres coses, Gustav Vasa d'August Strindberg. Durant el seu temps com a director de teatre, tant Ramstedt com la seva dona van aparèixer en diverses obres. El seu paper més apreciat va ser com el vell Apso a Lemmin poika, una obra basada en l'èpica nacional Kalevala. L'agost de 1923, Ramstedt va decidir deixar el càrrec de direcció per actuar en altres teatres del país. Entre 1923 i 1924 va ser emprat al Teatre Turku.
La traducció de Ramstedt de l'obra d'Ernst Fastbom Lame Halta Lena och vindögda Per, està disponible en finès anomenada Ontuva Leena ja Vinosilmä Vika. L'obra s'ha representat diverses vegades en diferents escenaris, inclòs al teatre dels treballadors de "Forssa" durant l'època de Ramstedt com a director. El 1929 va dirigir la seva pròpia obra, Siemenperunia, que es va posar en escena a la caserna dels Guàrdies Karuna a Turku el 28 de juliol.

## Produccions cinematogràfiques
El cinema sonor va arribar a Finlàndia el 1929. Un dels primers intents de fer una pel·lícula sonora domèstica va donar lloc a un curt documental, en el qual van participar Theodor Weissman i les ballarines Helmi Vuorisola i Eva Hahn. La pel·lícula es va anomenar Lauluja tanssieties (Actuació de Dansa i Cançó) i es va estrenar a la tardor de 1929, però a causa del contingut de les cançons marineres que cantava Weissman, la pel·lícula va ser prohibida als cinemes per a nens.
En canvi, la companyia cinematogràfica Lahyn-Filmi de Turku va invertir en un nou llargmetratge juntament amb Ramstedt i alguns ballarins. A la pel·lícula, que es va anomenar Raf. Ramstedt canta una cançó de mariner, Ramstedt va interpretar la seva pròpia cançó de mariner Mun kehtoni a keinuellut. La pel·lícula consistia en seqüències filmades on Ramstedt imitava i es movia a la música, que es produïa a través d'un disc de gramòfon i es reproduïa utilitzant l'anomenada tecnologia de reproducció. Les escenes es van rodar al Casino Theatre de Turku, on la pel·lícula es va estrenar el 8 d'octubre i va durar tota la setmana. La pel·lícula va tenir un èxit immediat entre el públic i es va projectar al novembre al Teatre Maxim de Tampere.
No gaire després, Lahyn-Filmi va produir una altra pel·lícula sonora d'onze minuts amb Ramstedt, produïda amb la mateixa tècnica de reproducció que l'anterior. A la nova pel·lícula, Äänifilmi, Ramstedt va cantar una sèrie de cobles, inclosa el "tanssit" de Tanner Römperin en suec. Aquesta seqüència en particular, quan Ramstedt va cantar aquesta cançó, va ser copiada més tard en una pel·lícula separada, també produïda per Lahyn-Filmi i estrenada l'octubre de 1929. La pel·lícula es va anomenar Rönnbergin tanssit i va tenir una durada d'uns tres minuts.
El 1931, Ramstedt va treballar en segon pla durant la producció de la primera pel·lícula sonora completa, Säg det på finska. També va escriure la història per a la pel·lícula Helsinki's Leading Businessman, que va ser filmada el 1934 i protagonitzada per Matti Jurva i Uuno Montonen. L'argument de la balada Rosvo-Roope es va convertir més tard en la base de la pel·lícula Piraten älskaren, que es va produir el 1949.

## Estil i gravacions
Els cantants de cobles finlandesos tenien el seu propi estil individual a l'escenari. Ramstedt era més sofisticat que Tanner; portava una corbata blanca i volia aparèixer com un cavaller. Amb aquesta finalitat, sempre portava un gran gira-sol artificial a la solapa de la jaqueta o del frac. A diferència dels seus col·legues, Ramstedt rarament interpretava cobles amb insinuacions sexuals. La seva personalitat reservada el va fer menys popular que Tanner, però el duet tenia una bona química i es complementaven. Ramstedt tenia un interès per les velles balades cavalleresques, que va col·leccionar i estudiar. Dins del seu cercle de coneguts era conegut com un socialista original i un valorat narrador.
L'estiu de 1932, Ramstedt va fer una gira amb l'orquestra Dallapé. A l' acordionista i fundador de l'orquestra, Martti Jäppilä, se li havia dit que Ramstedt no seria adequat com a cantant solista a l'orquestra, però la gira va ser un èxit i les sales sempre estaven plenes d'oients abans dels concerts amb Ramstedt. Jäppilä va escriure més tard sobre com durant els concerts Ramstedt solia cantar el seu número de desfilada, la cançó del mariner Heijallerii, vestit amb un estil sud-oest amb un gran gira-sol al pit. La idea era que farien una nova gira l'estiu de 1933, però Ramstedt va morir abans que la gira pogués tenir lloc.
L'agost de 1928, Ramstedt, Tatu Pekkarinen i Aapo Similä van ser convidats a Copenhaguen per cantar discos de gramòfon per a His Master's Voice. El viatge va passar per Suècia i el 29 d'agost, Ramstedt i Similä van cantar cançons sueques i finlandeses a la ràdio local d'Estocolm. Després de l'èxit del viatge de gravació a Copenhaguen, Ramstedt va ser convidat a Estocolm el gener de 1929 per fer més gravacions. El director Westerlund de Pohjoismainen Sähkö Oy, responsable dels enregistraments, creia que la demanda dels discos de Ramstedt era gran i que serien rendibles. De camí a Estocolm, Ramstedt es va assabentar que un cantant suec havia gravat algunes de les seves cançons en un gramòfon i va afirmar que n'era l'autor. Tanmateix, no està clar si això va conduir a cap acció legal.
Entre 1928 i 1931, durant l'anomenada febre del gramòfon, Ramstedt va cantar 54 títols amb, entre d'altres, la "Suomi Jazz Orchestra", Nils Ekman i Viljo Vesterinen com a acompanyants. Entre els discos més venuts hi havia Pianojuttu, que va vendre entre 5.000 i 6.000 còpies, i Oi sä sulo Helsinki, que va vendre fins a 10.000 còpies, però Rosvo-Roope, que després es va convertir en una mena de cançó popular, no va tenir xifres de vendes notablement altes.

## Mort i llegat
Ramstedt va fer la seva última aparició a la Nit de Nadal del Gremi d'Artistes a la Helsinki Art Gallery el 1932. Cap al final de la seva vida, Ramstedt va patir hemorràgies vasculars al cervell, que van causar pèrdua de memòria. La malaltia va portar al final de la carrera de Ramstedt i va ser ingressat a la residència privada d'avis per a malalts mentals del doctor Lybeck (Hospital Kammio) a Hèlsinki. El seu estat va empitjorar i aviat va ser traslladat a l'hospital de Lappviken, on va morir pocs dies després de l'arribada. Va ser enterrat al cementiri de Malms a Hèlsinki.
Reino Palmroth retrata Ramstedt com una persona genuïnament feliç i generosa que sempre tenia salons plens a les seves aparicions. Com a animador i cantant de cobles, va ser un dels més importants de Finlàndia i va ser àmpliament popular. L'opinió de Leo Riuttu sobre Ramstedt com a actor era que li costava recordar els seus papers i línies, però que les actuacions i les interpretacions de Ramstedt van tenir, tanmateix, un èxit. Va escriure un gran nombre de cançons, com Herttainen Karoliina, Rosvo-Roope i Heijallerii. A més d'això, Ramstedt va traduir algunes cançons populars finlandeses al suec, com la cançó de Vallinkorvan, que es va convertir en Levnadsstigen, i Heilani kammarin ikkunan alla, que es va convertir en D'är vännen min bor.
A Raunístula, el carrer Rafunkaju (en suec: Rafugränden) rep el nom de Rafael Ramstedt. El maig de 2012, l'obra Rafu Ramstedt, Raunistula Troubadour es va representar a Konsa Farm, a unes illes de la casa de la seva infància a Raunistula.

## Filmografia

### Actor
- 1929 – Raf. Ramstedt sjunger en sjömansvisa
- 1929 – Äänifilmi
- 1929 – Rönnbergin tanssit

### Guionista
- 1934 – Helsingfors främsta affärsman

### Altres
- 1931 – Säg det på finska

## Teatre
| Any   | Rol                         | Producció                      | Direcció | Teatre                         |
| ----- | --------------------------- | ------------------------------ | -------- | ------------------------------ |
| 1911  | Direktören                  | Nick Winters nyårsrevy         |          | Helikon                        |
| 1912  | Soldaten samt Idrottsmannen | Akta Er för kulan              |          | Helikon                        |
| 1915  | Paul de Clavignac           | Två man om en änka             |          | Casino                         |
| 1915  | Bronio von Propiel          | Puolalais-verta                |          | Casino                         |
| 1915  | Kung Magawewe               | Gri-Gri                        |          | Casino                         |
| 915   | Dick                        | Dollarprinsessan               |          | Casino                         |
| 1915  | Fritjof Grisforth           | Jonathan raukka                |          | Casino                         |
| 1916  | Luft-Kalle                  | Den omförgyllda lergöken       |          | Åbo teatre                     |
| 1916  | Fattig-Jonas                | Per Olsson och hans käring     |          | Åbo teatre                     |
| 1916  | Luffarbaronen               | Luffarbaronen                  |          | Teatre domèstic suec           |
| 1916  | Pettersson                  | Stabstrumpetaren               |          | Teatre domèstic suec           |
| 1916  | Onkel Hinke                 | Borga gård                     |          | Teatre domèstic suec           |
| 1916  | Nils i Söderby              | Gustav Vasa                    |          | Teatre domèstic suec           |
| 1916  | Fiskare Larsson             | Halta Lena och vindögda Per    |          | Teatre domèstic suec           |
| 1917  | Laezis                      | Violinkungen                   |          | Teatre domèstic suec           |
| 1917  | Luffarbaronen               | Luffarbaronen                  |          | Apolloteatern                  |
| 1917  | Patron Julius               | Gösta Berlings saga            |          | Teatre domèstic suec           |
| 1917  | Valentino                   | Den fule Ferante               |          | Teatre domèstic suec           |
| 1918  | Betjänt Johnson             | Annonsera                      |          | Teatre domèstic suec           |
| 1918  | Kaappo                      | Österbottningar                |          | Teatre domèstic suec           |
| 1918  | Fänrik Max                  | Erik XIV                       |          | Teatre domèstic suec           |
| 1918  | Lennart Nordman             | Fädernearvet                   |          | Teatre domèstic suec           |
| 19120 | Algot Söderholm             | Halta Lena och vindögda Per    |          | Teatre a l'aire lliure Nådedal |
| 1921  | Celestin                    | Pikku pyhimys                  |          | Teatre Obrer de Forssa         |
| 1921  | Fritz Gerlach               | Spanska flugan                 |          | Teatre Obrer de Forssa         |
| 1921  | Jukka                       | Luonnon lapsia                 |          | Teatre Obrer de Forssa         |
| 1922  | Viku                        | Ontuva Leena ja Vinosilmä Viku |          | Teatre Obrer de Forssa         |
| 1922  | Österman                    | Rymättylän häät                |          | Teatre Obrer de Forssa         |
| 1922  | Båtsman                     | Laivan kannella                |          | Teatre Obrer de Forssa         |
| 1922  | Olav                        | Kustaa Vaasa                   |          | Teatre Obrer de Forssa         |
| 1923  | Apso                        | Lemmin poika                   |          | Teatre Obrer de Forssa         |
| 1923  | Lancelot                    | La poupée                      |          | Teatre Obrer de Forssa         |
| 1923  | Paul Koso                   | Taivas maan päällä             |          | Teatre Obrer de Forssa         |

### Direcció
| Any  | Producció     | Teatre                    |
| ---- | ------------- | ------------------------- |
| 1929 | Siemenperunia | Casa del Cos de Seguretat |

## Enregistraments en disc
| Data                  | Ubicació    | Cançons | Acompanyament                                                                      |
| --------------------- | ----------- | --- | ---------------------------------------------------------------------------------- |
| 1 de setembre de 1928 | Copenhaguen | Oh Déu meu Hèlsinki 1 i 2 | violí, contrabaix, piano                                                           |
| 3 de setembre de 1928 | Copenhaguen | Anchor Song Faabian's Letter Cursed Tune Laakson Manta Sailor's Song Piano Story 1 and 2 | piano, violí, guitarra                                                             |
| 22 de maig de 1929    | Estocolm    | Jannes hand piano strall Rönnbergska dance | Nils Ekman (acordió)                                                               |
| 23 de maig de 1929    | Estocolm    | Krööni sota tantereella Vähtöwalssi (text/música: Usko Kemppi Mitä muistaa mitä ei Niinkuin ne kive Serenadivalssi Ball al graner Vanhin laulu piano |                                                                                    |
| 28 de maig de 1929    | Estocolm    | Amor entre dos El mar Bàltic (text: Usko Kemppi) Cançó cultural | orquestra desconeguda                                                              |
| maig 1929             | Estocolm    | Hannu i Henn Kalle Aaltonen (text: Rafael Ramstedt/J. Alfred Tanner) El fill de Kalle Aaltonen Entre els caníbals Tit d'estiu Kiikalainen piirilkilaulu Meren aallot Merimiäste läksilaul' (text: Melluun> ) popoja waltz (text: Rafael Ramstedt/J. Alfred Tanner) Rio de Janeiron stamassa | Orquestra de Helge Lindberg Helsingin Polyphon Orkester (dirigida per Erkki Linko) |
| 26 de maig de 1930    | Hèlsinki    | Ei, ei, no siguis tímid ei A la ciutat correcta però al carrer equivocat | Orquestra de Jazz finlandesa                                                       |
| 27 de maig de 1930    | Hèlsinki    | Kaartin Matti Déu meu | piano, acordió, flauta, bateria                                                    |
| 28 de maig de 1930    | Hèlsinki    | Hanuripolkka (text: J. Alfred Tanner) Carta del Senyor Darrera la paret Danses de Römperin (text: J. Alfred Tanner) Torpparin lystit | Orquestra de Jazz finlandesa                                                       |
| 18 de maig de 1931    | Hèlsinki    | Balada del lladre-Roope Hey Lotta Vals del casament Moonlight Ball amb el ritme de la dansa | trio desconegut                                                                    |
| 19 de maig de 1931    | Hèlsinki    | Hola com una flor Cafetera contes 1 i 2 Mastossa Oi Aino Sol, meu o d'algú més | quintet desconegut                                                                 |